# プラットキャニオン高校人質事件
プラットキャニオン高校人質事件（プラットキャニオンこうこうひとじちじけん）は2006年9月27日にコロラド州ベイリーにあるプラットキャニオン高等学校 (英: Platte Canyon High School) で発生した人質立て篭もり・銃撃事件である。
犯人である53歳のデュアン・ロジャー・モリソン (英: Duane Roger Morrison) が6名の女子生徒を人質にとり、性的暴行を加えた。
後に人質のうちの4名は解放された。警察が爆発物で教室のドアを破壊すると、モリソンは人質のエミリー・キーズ (英: Emily Keyes) の頭を撃ち、最終的に自殺した。他の人質は無傷で脱出した。犯人に撃たれたキーズは緊急手術を受けたが、山岳部夏時間午後4時32分 (協定世界時23時32分) にデンバーのセント・アンソニーズ病院 (英: Saint Anthony's Hospital) で死亡が宣告された。

## 事件の詳細

### 犯人の侵入と人質
注: 時刻はいずれも山岳部夏時間 (UTC-6) で表記されている。
午前11時40分ごろにモリソンが高校に侵入した。40口径の拳銃 (グロック22)と357口径の回転式拳銃 (スミス&ウェッソン、事件では使用されなかった)、バックパックを所持していた。事件の際にモリソンはバックパックに3ポンドのC-4が入っていると主張した。後にバックパックの中を探ったところ、ダクトテープ、ハンカチ、ナイフ、スタンガン、縄、ハサミ、マッサージオイル、性具、おびただしい数の弾丸が発見されたが、爆発物は存在しなかった。
16歳の女子生徒が、警察が特定した時刻よりも前にモリソンが高校に侵入していたのを目撃したという。女子生徒は空の教室を通り過ぎたときに、教室の中でフード付きのスウェットシャツを着た男を目撃したと述べている。男は見たところ怒っていたようだったという。女子生徒はこの件を高校の事務局に報告しなかった。別の生徒たちもモリソンを目撃したと報告しており、午前10時45分ごろに高校の駐車場で黄色のジープの中にいたという。その時刻はモリソンが高校に侵入したおよそ1時間前のことである。モリソンはベイリーの近くで車で野営して生活を送っていたと考えられている。屋外の監視カメラの映像では、モリソンは少なくとも20分間はジープの中におり、事件を起こす35分前の授業の変わり目に生徒の中に混じっていた。それより前に、モリソンはある男子生徒に話しかけており、女子生徒たちの身元について質問したという。
モリソンは2階にある206室に入った。その教室では女性教師がアナーズ・イングリッシュを教えていた。教師がモリソンに何をしているのか問いただすと、モリソンは拳銃を取り出して、教師と男子生徒全員、女子生徒数名に教室から出るように命令した。教師が再び話しかけようとすると、モリソンは空中に向けて1発発砲した。教師と男子生徒が教室を出ると、モリソンは残りの7人の女子生徒に黒板に向いて立っているように命じた。午後12時15分頃にモリソンは生徒1名を解放した。それは当局が現場に到着する前のことだった。
パーク郡保安官のフレッド・ウェゲナー (英: Fred Wegener、事件当時、息子が校舎の中にいた) は、メディアに対して人質の女子生徒全員が性的暴行を受けたと述べたが、被害の程度については知らなかった。7人の人質の1人だった15歳の2年生の女子生徒は、モリソンは人質に黒板の方を向いて並ぶように指示し、それから全員に性的暴行を加えたと述べている。衣服の擦れる音や、伸縮性のあるものがたてたパチンという音、ファスナーを開け閉めする音が聞こえたため、他の女子生徒が性的暴行を受けていたことが分かったという。モリソンは性的暴行を加えている間、銃を人質の頭に向けて、従わなければ殺すと脅迫したと言われている。最初に解放された人質の話によると、モリソンは人質を1人ずつ黒板の前から教室の中へ連れて行き、それから性的暴行に及んだという。

### 交渉と避難
「コードホワイト」(暴力行為) の警報が内部通信設備を通じて鳴り響き、生徒たちは教室に留まるように指示された。モリソンとの交渉が6名の人質の解放を目的に開始された。当初、モリソンは人質の1人に銃口を突きつけながら廊下の代理人と直接会話していた。しかし、後にモリソンは交渉人と直接会話するのを拒んで電話を通じて会話するようになり、人質の生徒に中継させて交渉を行った。午前12時35分から午後1時45分の間に6名の人質のうちの4名が解放され、交渉人たちはモリソンとの会話にさらに専念した。この間に、人質の1人である16歳のエミリー・キーズは家族に向けて短いテキストメッセージを送信した。"I love u guys" ("I love you guys"、つまり「みんな愛している」という意味) という内容で、父親が高校で事件が起きているという知らせを受けて携帯電話で送ったテキストメッセージ"R U OK?" ("Are you OK?"、つまり「大丈夫か」という意味) に対する返事だった。父親は"Where are you?" (「どこにいるのか」という意味) というメッセージを送ったが、返事はなかった。
プラットキャニオン高校と近隣のフィッツシモンズ中等学校から合計で800名の生徒が緊急で避難した。モリソンの関心は主に警察への撤退の要求に向いていたことを警察は確認しているが、何を求めて人質事件を起こしたのかは不明だった。人質以外の生徒全員が午前12時10分までに安全に避難し、午後3時までにディア・クリーク小学校に移動した。生徒たちの両親は当局からほとんど情報を得ることができなかった。当局は事件の間はこの件について沈黙を保っていた。

### 銃撃
4名の人質が解放されるまでに、爆発物処理班、ジェファーソン郡のSWATチーム、アルコール・タバコ・火器及び爆発物取締局の局員が現場に送り込まれた。救急車が高校のフットボール場のエンドゾーンに駐車した。国道285号線の6キロメートルに及ぶ範囲が閉鎖された。午後3時32分ごろに犯人との交渉は失速し始めた。その後、モリソンは交渉を午後4時に打ち切ると明言した。
ウェゲナーによると、モリソンは午後4時に何らかの行動を起こすことをほのめかしていたため、警察はモリソンが交渉を停止した後に犯人のいる2階の教室を襲撃することを選択していた。。SWATチームがモリソンが人質の少女たちに暴行を加えているのを目撃しており、ウェゲナーは実力行使で人質を救出することを選んだ。ウェゲナーは後に、選択肢は待機するか、人質を救いに行動するかのどちらかだったと述べた。待機すればその間に2名の人質が殺害される可能性があった。
午後3時45分ごろ、警察は教室のドアを破壊して中に入った。向かいの壁には机で作られたバリケードがあり、その後ろにモリソンと2名の人質がいた。モリソンはジェファーソン郡SWATチームに対して人質たちを盾にし、それから警察に向けて発砲した。そして逃げようとしたエミリー・キーズを撃った。その直後にモリソンは自分を撃って致命傷を負い、同時に警察にも撃たれた。午後3時57分に犯行現場で死亡した。キーズはヘリコプターでデンバーの病院に移送されたが、午後4時32分に死亡が宣告された。もう1人の人質は負傷を負うことなく生還した。捜査官たちは犯人が持っていたバックパックに爆発物の痕跡がないことを確認したが、高校の外でさらに3点の銃火器を発見した。高校から1.5キロメートルほど北の川に隣接する空き地でコルトのAR-15ライフル銃が、高校の北の国道285号線付近にブローニングのボルトアクション式ライフル銃が、高校の南のハイキングコースの近くでスミス&ウェッソンの44口径回転式拳銃がそれぞれ発見された。
パーク郡の検視官のシャロン・モリス (英: Sharon Morris) は、午後6時にモリソンの遺体 (4点の銃創があり、そのうちの3点は警察によるもので致命傷にはならず、残りの1点は自分で撃ったものでこちらは致命傷となった) が2階の教室にまだ残っていることを確認した。その後に行われた検死により、モリソンは頭部に2点の銃創があり (そのうちの1点は自分で撃ったときのもので、これが致命傷となった)、さらに右肩に2点の銃創が確認された。また、右手にもかすり傷があった。エミリー・キーズには頭部の右側に1点の銃創があり、これが致命傷となった。プラットキャニオン高校とフィッツシモンズ中等学校は9月28日から29日まで閉鎖されることが公式に発表された。地元の教会ではカウンセリング施設が午前7時から生徒たちのために開設された。

## 犯人
犯人の身元は最終的にデュアン・ロジャー・モリソン (1953年7月23日 - 2006年9月27日) であると判明した。モリソンは事件当時は無職で、プラットキャニオン高校や人質たちとの関連性は知られていない。初期の報道では、犯人は53歳の髭を生やした男で、迷彩柄のバックパックを持っており、フード付きの黒いスウェットシャツを着ていると報じられていた。モリソンは1973年に窃盗と大麻所持で刑務所に収監されており、それとは別件でリトルトンにて公務執行妨害で逮捕されたことがあった。警察は、連邦捜査局 (FBI) がモリソンが家族に送った遺書を解析していると発表した。モリソンの家族が警察に遺書を渡し、その後、遺書はバージニア州クアンティコにあるFBI行動分析課に送付された。遺書は14ページあり、その中で、モリソンは子供の頃に父親から精神的・肉体的虐待を受けており、21歳のときから希死念慮を抱いていたと記されていた。
人質事件から1ヶ月ほど前の2006年8月15日、モリソンは迷惑行為を行ったことで有罪になった。地元のハーレーダビッドソンの販売店が宣伝のカタログをモリソンに郵送したところ、2004年11月22日にモリソンはアサルトライフルを持って販売店の本部に向かうと脅迫するボイスメッセージを販売店に残したのである。その前にもモリソンは電話で同様の脅迫を行っていた。捜査により、モリソンはその販売店からオートバイを購入していたが、契約の際に約束されていた修理品やサービスを受領しなかったことで大きな不満を抱えていたことが判明した。販売店はこの問題を解決しようとしなかったと言われる。モリソンの遺書にもこのときの話が言及されており、事はまだ終わっていなかったと不明瞭ながら記されている。2005年5月31日、モリソンは所持していた銃火器のうちの15点が住居から盗まれたと届け出て、その後に保険金を請求して1万ドルを騙し取っていた。報告で言及されていた銃火器のうちの4点は、校内やその周囲で発見されており、残りの11点の銃火器はその後も行方が分かっていない。

## 事件の余波
プラットキャニオン高校は人質事件の1週間後の10月5日に再開した。高校へ通じる道路沿いに記念碑が建てられた。記念碑には"Be Strong"や"Random Acts of Kindness"といったメッセージが記されている。高校の再開の前に、多数の生徒が高校の前で祈りを捧げ、帰り際にテディベアが寄贈された。高校の再開の日には50名のカウンセラーが生徒のために配置された。教育長のジェームズ・ウォルポール (英: James Walpole) 博士は高校の生徒460名中、欠席したのは10名だけだったと言及している。
エミリー・キーズの葬儀が9月30日に開かれた。その日は後にビル・オーエンス (英: Bill Owens) コロラド州知事により"Emily Keyes Day"と宣言された。コロンバイン (コロンバイン高校銃乱射事件を参照) とプラットキャニオンでの銃撃事件の犠牲者の追悼のため、"Columbine to Canyon Ride"というイベントが開催され、約5千名の参加者がオートバイに乗った。オートバイの行列が非常に長かったため、コロンバイン高校を最後のオートバイが出発したときには、プラットキャニオン高校に最初のオートバイが到着していた。
コロンバイン高校銃乱射事件により学校の安全性を高めるために開始された取り組みは数年後には行き詰まりを見せていた。安全性向上のための連邦と州の資金が、試験の成績向上のための予算にするために削減されていたためである。コロラド大学のデル・エリオット (英: Del Elliot) は、学区の大多数がCSAP (コロラド州での生徒の学力調査) と卒業資格の問題に専念しており、安全性の問題には十分な時間や資源が投じられなかったと言及している。
10月11日までに、捜査官たちは124件の尋問を行い、事件に関係する174点の証拠を発見した。この事件から5日後に発生したペンシルバニア州のウェスト・ニッケル・マインズ・スクール銃撃事件の捜査も行った。9月27日の事件の顛末から、プラットキャニオン高校は安全性の強化のための取り組みを実施した。出入口は1箇所を除いて全て施錠した。監視カメラの増設も計画している。パーク郡保安官のフレッド・ウェゲナーは授業日に守衛を置くことを提案したが、この提案は現行では予算外だったと述べている。